# Quadratur der Liebe
Der italienische Spielfilm Quadratur der Liebe (Cuori solitari) aus dem Jahr 1970 bewegt sich zwischen Ehedrama und -komödie. Das Ehepaar wird von Ugo Tognazzi und Senta Berger gespielt. Titel im Westfernsehen des im deutschen Sprachraum vom Fernsehen der DDR erstaufgeführten Films ist Einsame Herzen.

## Handlung
Das Oberklasseehepaar Stefano und Giovanna verbringen den Sommer in ihrem Häuschen am Comer See. Der Alltag des 45-jährigen Architekten und der jungen Hausfrau ist monoton und langweilig. Eines Morgens hat ein junges Pärchen auf ihrem Gelände ein Zelt aufgeschlagen und badet nackt im See. Stefanos kurze Entrüstung verfliegt schnell zugunsten seines Interesses an der Besucherin. Er lässt das Pärchen in seinem Haus übernachten und macht Andeutungen, dass er an einem Partnertausch interessiert wäre.
Daraus wird nichts, weil die verliebten jungen Leute unter sich bleiben und dabei ungeniert ihr aufregendes Sexleben praktizieren. Am nächsten Morgen sind sie verschwunden. Trotz Stefanos verbalem Moralismus schläft er mit seiner Sekretärin. Gegenüber Giovanna kommt er immer häufiger auf das Thema Partnertausch zu sprechen, ohne dass sie ihre ablehnende Haltung ablegt. Auch seinem Vorschlag, ein Inserat aufzugeben und einfach nur die eingehenden Briefe zu lesen, kann sie wenig abgewinnen. Beim Lesen der Chiffre-Anzeigen in der Zeitung muss sie plötzlich eines entdecken, hinter dem sie Stefano vermutet. Er gibt es sofort zu. Die Lektüre der erhaltenen Briefe verschafft dem Paar einen amüsanten Abend. Aufgrund von Stefanos nicht nachlassender Besessenheit vom Thema Partnertausch willigt Giovanna schließlich ein. Das erste Paar, zu dem sie fahren, erweist sich als alt und unansehnlich. Giovanna bekommt einen Lachanfall und sie gehen wieder. Als das zweite Paar zu Besuch kommt, findet Stefano Gefallen an der Frau, doch Giovanna empfindet den Mann als aufdringlich. Da kommt Stefano in den Sinn, wo er die Frau schon mal gesehen hat: auf einem Foto als Prostituierte. Zu Recht vermutet er einen Betrugsversuch und der Mann macht sich mit der Dirne davon. Nach einem weiteren, erfolglosen Besuch in einem entsprechenden Klub im Tessin geben sie es auf.
Eine unerwartete Gelegenheit ergibt sich später, als sie sich vom befreundeten Paar Diego und Gabriella einen großen Palazzo zeigen lassen. Vom kultivierten und gutaussehenden Diego ist Giovanna durchaus angetan. Während er ihr auf dem Klavier ein Beethoven-Stück vorspielt, begibt sich Gabriella mit Stefano in ein Schlafzimmer ins Bett. Doch als Diegos Klavierspiel plötzlich nicht mehr zu hören ist, erleidet Stefano eine Blockade. Er rennt im Palazzo von Schlafgemach zu Schlafgemach, ohne Giovanna finden zu können. Am Morgen erscheint sie vor ihm mit dem Gesicht einer Frau, die eine großartige Nacht hinter sich hat. Von Partnertausch will er nun nichts mehr wissen; verstört verlangt er von ihr eine Bestätigung unter Schwur, dass in der Nacht nichts passiert sei. Sie gewährt ihm, leicht befremdet, die geforderte Unterstützung bei seinem Versuch, die Wirklichkeit zu verdrängen.

## Hintergrund
Diego verführt Giovanna, indem er Beethovens Klaviersonate Nr. 32 spielt. Als Stefano auf der Suche nach Giovanna durch den Palazzo irrt, ertönt die Musik aus Mozarts Zauberflöte aus dem 15. Auftritt im 1. Aufzug, in dem Papageno Pamina findet.

## Kritik
Der Corriere della Sera schreibt: „Das Thema hat eine innere Konsistenz, zu der die beiden Protagonisten beitragen. U. Tognazzi kontrolliert und überzeugend, ironisch und menschlich. S. Berger köstlich.“
Prisma meint: „‚Einsame Herzen‘ von Franco Giraldi ist nicht nur eine Persiflage auf den Sexwahn der Sechzigerjahre, sondern auch eine mit verspieltem italienischen Humor inszenierte Beziehungskomödie über Sehnsüchte, Ängste, Wünsche und Hemmungen.“